# Gilberto Noletti
Pour les articles homonymes, voir Noletti.
Gilberto Noletti, né le 9 mai 1941 à Cusano Milanino (Lombardie) et mort le 28 avril 2024 à Forlì, est un footballeur italien actif dans les années 1960 et 1970, qui joue en tant que défenseur.

## Biographie

### Club
Formé par les jeunes du Milan, avec qui il fait ses débuts en Serie A lors de la saison 1958-1959, il dispute sous le maillot de la Lazio en prêt le championnat de Serie B 1961-1962, avant de passer, toujours prêté, à la Juventus (14 matchs pour un but lors du championnat 1962-1963, où les bianconeri finissent à la seconde place), pour enfin retourner au Milan à l'été 1963.
En rossonero, il joue 4 saisons, formant avec Ambrogio Pelagalli un bon duo défensif, et disputant la  Coupe intercontinentale 1963, perdue contre le Santos de Pelé. Il remporte notamment ensuite la Coppa Italia 1966-1967.
Sa carrière subit un brusque arrêt en janvier 1967 lorsqu'à l'occasion d'une défaite contre Bologne, il a une rupture du tendon d'Achille. Il est ensuite vendu à la Sampdoria, mais il ne réussit pas à s'imposer au club pour cause de diverses blessures.
Il rejoint ensuite le Calcio Lecco en Serie B, puis Sorrento, avec qui il reste trois saisons et participe à la promotion des campani en Serie B, disputant le championnat de Serie B 1971-1972. Il termine ensuite sa carrière en Serie C avec Casertana puis enfin Grosseto.
Il totalise finalement 89 matchs pour 3 buts en Serie A, et 75 matchs pour un but en Serie B.

### Sélection
Il joue notamment avec l'équipe d'Italie olympique lors des Jeux olympiques de 1960 à Rome, où les azzurri terminent à la 4e place.

## Palmarès
| Milan AC - Coupe d'Italie (1) : - Vainqueur : 1966-67. |  | Juventus - Championnat d'Italie : - Vice-champion : 1962-63. |